# Wrogowie (film 1938)
Wrogowie (ros. Враги, Wragi) – radziecki film  z 1938 roku w reżyserii Aleksandra Iwanowskiego powstały na podstawie sztuki Maksima Gorkiego.

## Obsada
- Walentin Kisielow
- Tatjana Glebowa
- Boris Posławski
- Sofja Magariłł jako Tatjana Ługowa
- Janina Żejmo jako Nadia
- Boris Żukowski
- Irina Zarubina
- Władimir Gardin
- Zoja Fiodorowa
- Alona Jegorowa jako Dasza
- Boris Tamarin jako Nikołaj Skrobotow